# Cindy Klassen
Pour les articles homonymes, voir Klassen.
Cindy Klassen (née le 12 août 1979 à Winnipeg, Manitoba) est une patineuse de vitesse canadienne.
Cindy Klassen est l'athlète canadienne la plus titrée aux Jeux olympiques d'hiver (6 médailles en deux Jeux olympiques), dépassant le score de Marc Gagnon, Phil Edwards et Clara Hughes, chacun détenant 5 médailles olympiques. Elle est également l'athlète canadienne la plus médaillée au cours de mêmes Jeux olympiques, avec 5 médailles lors des Jeux olympiques d'hiver de 2006 de Turin. Elle est également la seule patineuse de l'histoire olympique à remporter 5 médailles durant les mêmes jeux.
Elle a fait ses débuts sur la glace en tant que joueuse de hockey, jouant même pour l'équipe nationale jeunesse. N'étant pas sélectionnée pour faire partie de l'équipe féminine canadienne pour les Jeux olympiques d'hiver de 1998, elle se convertit au patinage de vitesse et démontre rapidement tout son potentiel.
Elle a été la porte-drapeau du Canada lors des cérémonies de clôture des Jeux olympiques d'hiver de Turin.
En 2009, la Monnaie royale canadienne émet une pièce de 25 cents pour commémorer les victoires de Cindy Klassen. La version non colorée existe à 19 000 000 exemplaires et celle colorée, à 3 000 000 exemplaires.

## Palmarès

### Jeux olympiques d'hiver
- Jeux Olympiques d'hiver de 2002 à Salt Lake City ( États-Unis) :
  -  Médaille de bronze sur 3 000 m
- Jeux Olympiques d'hiver de 2006 à Turin ( Italie) :
  -  Médaille d'or sur 1 500 m
  -  Médaille d'argent sur 1 000 m
  -  Médaille d'argent en poursuite par équipe
  -  Médaille de bronze sur 3 000 m
  -  Médaille de bronze sur 5 000 m

### Championnats du monde
- Médaille d'or sur 1 500 m en 2005
- Médaille d'or sur 3 000 m en 2005

### Autres
- 2006 - Trophée Lou Marsh

## Records personnels
| 500 m    | - | 0 : 37.51  |                 |
| 1 000 m  | - | 1 : 13.11  | Record mondial  |
| 1 500 m  | - | 1 : 51.79  | Record mondial  |
| 3 000 m  | - | 3 : 53.34  | Record mondial  |
| 5 000 m  | - | 6 : 48.97  | Record national |
| 10 000 m | - | 15 : 17.63 |                 |